# Clinostigma collegarum
Clinostigma collegarum är en enhjärtbladig växtart som beskrevs av John Dransfield. Clinostigma collegarum ingår i släktet Clinostigma och familjen Arecaceae. Inga underarter finns listade i Catalogue of Life.